# قائمة إصدارات الطوابع البريدية في أم القيوين (1966)
أدارت المملكة المتحدة العلاقات الخارجية لإمارات الساحل المتصالح نتيجة لمعاهدة «الاتفاقية الحصرية» لعام 1892، بما في ذلك إدارة البريد والبرق - حيث تكن هذه الإمارات منتمية للاتحاد البريدي العالمي. افتتحت حكومة الهند أول مكتب بريد في دبي في عام 1941. وفي عام 1948، وتولت إدارته وتشغيله الوكالات البريدية البريطانية في شرق شبه الجزيرة العربية، وهي شركة تابعة لمكتب البريد العام. كانت الطوابع في ذلك الوقت عبارة عن طوابع بريطانية مقابل رسوم إضافية بقيمة الروبية، حتى عام 1959، حيث أصدرت مجموعة من طوابع بريدية تحمل اسم «الإمارات المتصالحة» من دبي.
في عام 1963، تنازلت المملكة المتحدة عن مسؤوليتها عن الأنظمة البريدية في الإمارات المتصالحة إلى حكام الإمارات المتصالحة. لذا أصدرت إمارة أم القيوين أول طوابعها البريدية في سنة 1964.
الكثير من الطوابع التي أصدرت في إمارة أم القيوين تصنف ضمن طوابع الكثبان الرملية. طبعت هذه الطوابع بكثرة في الستينيات وأوائل السبعينيات من القرن الماضي، وتكاد تكون عديمة القيمة اليوم.
وجد فينبار كيني وهو رجل أعمال أمريكي ومن هواة جمع الطوابع الفرصة لإنشاء عدد من الإصدارات من الطوابع التي تستهدف سوق جامعي الطوابع المربح. وقد أبرم في عام 1964 اتفاقات مع إمارات الخليج العربي لإصدار طوابع، ومن بينها إمارة أم القيوين. حملت هذه الطوابع مصورا ذات ألوان وأشكال صارخة وليس لها صلة فعلية بالإمارات.
كان بيع الطوابع البريدية لفترة قصيرة تجارة مربحة للإمارات، حيث كان لمعظم الإمارات القليل من مصادر الدخل، باستثناء إمارة أبو ظبي، التي توفر فيها إنتاج النفط منذ عام 1965. ومع ذلك، انخفضت الإيرادات التي تصل إلى 70 ألف جنيه إسترليني للإمارات الأفقر إلى 30 ألف جنيه إسترليني مع التشبع الحتمي للسوق. شكل بيع الطوابع بحلول عام 1966 المصدر الرئيسي لدخل الإمارات المتصالحة الشمالية.
أدى انتشارها في النهاية إلى تقليل قيمتها، ولهذا السبب، فإن العديد من الكتالوجات الشعبية اليوم لا تدرجها حتى.
اتهم فينبار كيني بالتورط في قضية رشوة في الولايات المتحدة بسبب تعاملاته مع حكومة جزر كوك. انتهت ترتيبات فينبار كيني عندما توحدت الإمارات العربية المتحدة في ديسمبر 1971.
أصدرت الإصدارات التالية عام 1966:

## إصدارات المعرض الدولي للطوابع
أصدرت الطوابع التالية لمناسبة المعرض الدولي للطوابع الذي أقيم في العاصمة المصرية القاهرة، وهي توثق بعض الطوابع التاريخية المهمة التي تعد من الإصدارات الأولى حول العالم، وقد توفرت الطوابع بإصدار مخرم وإصدار غير مخرم:
| #  | تاريخ الإصدار  | الوصف | صورة الإصدار المخرم | صورة الإصدار غير المخرم | صحيفة الطوابع المخرمة | صحيفة الطوابع غير المخرمة | القيمة          | الأبعاد     |
| -- | -------------- | --- | ------------------- | ----------------------- | --------------------- | ------------------------- | --------------- | ----------- |
| 1  | 17 فبراير 1966 | طابع بريدي تظهر فيه صورة أول طابع بريدي مصري وقد أصدر عام 1866 مع صورة بيني بلاك وهو أول طابع بريدي في العالم وقد أصدر عام 1840. |                     |                         |                       |                           | ثلاث بيزات      | 60 * 30 ملم |
| 2  | 17 فبراير 1966 | طابع بريدي يظهر فيه تخطيط هرم مع صورة طابع حمامة بازل الصادر عام 1845، وصورة طابع جنيف المزدوج الصادر عام 1843 وصورة لطابع من طابعي زيورخ 4 و6 الصادران عام 1843 أيضا، وهذه الطوابع أولى الطوابع التي أصدرت في سويسرا.                              |                     |                         |                       |                           | خمس بيزات       | 60 * 30 ملم |
| 3  | 17 فبراير 1966 | طابع بريدي تظهر فيه صورة أول طابع بريدي مصري وقد أصدر عام 1866 مع صورة طابع عين الثور وهو أول طابع بريدي أصدر في البرازيل عام 1843. |                     |                         |                       |                           | سبع بيزات       | 60 * 30 ملم |
| 4  | 17 فبراير 1966 | طابع بريدي يظهر فيه تخطيط هرم مع صورة طابع دبي سانت لويس وصورة طابع (5 سنتات) بالتيمور المؤقت طابع مدير مكتب بريد نيويورك المؤقت الصادرة عام 1845                                                                                                   |                     |                         |                       |                           | عشر بيزات       | 60 * 30 ملم |
| 5  | 17 فبراير 1966 | طابع بريدي تظهر فيه صورة أول طابع بريدي مصري وقد أصدر عام 1866 مع صورة طابع موريشيوس البرتقالي الصادر عام 1847. |                     |                         |                       |                           | خمسة عشر بيزة   | 60 * 30 ملم |
| 6  | 17 فبراير 1966 | طابع بريدي يظهر فيه تخطيط هرم مع صورة أحد طوابع سيرس الصادرة في فرنسا عام 1849. |                     |                         |                       |                           | خمس وعشرون بيزة | 60 * 30 ملم |
| 7  | 17 فبراير 1966 | طابع بريدي تظهر فيه صورة أول طابع بريدي مصري وقد أصدر عام 1866 مع صورة طابع الكتفية وهو أول طابع صادر في بلجيكا عام 1849. |                     |                         |                       |                           | خمسون بيزة      | 60 * 30 ملم |
| 8  | 17 فبراير 1966 | طابع بريدي يظهر فيه تخطيط هرم مع صورة طابع كروتسر واحد الأسود، وهو أول طابع أصدر في مملكة بافاريا وأول طابع أصدر في أنحاء ألمانيا المعاصرة. |                     |                         |                       |                           | خمس وسبعون بيزة | 60 * 30 ملم |
| 9  | 17 فبراير 1966 | طابع بريدي تظهر فيه صورة أول طابع بريدي مصري وقد أصدر عام 1866 مع صورة أول طابع بريدي صادر في ولاية ويلز الجنوبية الجديدة وأول طابع بريدي صادر في ولاية فيكتوريا بأستراليا، وهما صادران عام 1850، وهما يمثلان الإصدارات الأولى للطوابع في أستراليا. |                     |                         |                       |                           | روبية واحدة     | 60 * 30 ملم |
| 10 | 17 فبراير 1966 | طابع بريدي يظهر فيه تخطيط هرم مع صورة طابع قيمته ستة كوارتو وهو أول طابع بريدي في إسبانيا وقد أصدر عام 1850. |                     |                         |                       |                           | روبيتان         | 60 * 30 ملم |
| 11 | 17 فبراير 1966 | طابع بريدي تظهر فيه صورة أول طابع بريدي مصري وقد أصدر عام 1866، وهذا الطابع أصدر ضمن البطاقة البريدية المذكورة أدناه. |                     |                         |                       |                           | خمس روبيات      | غير معروف   |

كما أصدرت بطاقة تذكارية تحتوي على طابع بقيمة 5 روبيات، وقد توفرت مخرمة وغير مخرمة.

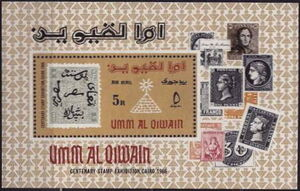
بطاقة مخرمة تضم في وسطها طابعا بريديا تظهر فيه صورة أول طابع بريدي مصري وقد أصدر عام 1866.
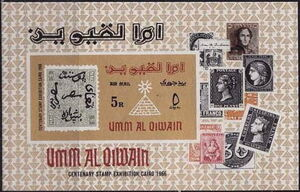
بطاقة غير مخرمة تضم في وسطها طابعا بريديا تظهر فيه صورة أول طابع بريدي مصري وقد أصدر عام 1866.

وهذه صور الطوابع الأصلية الظاهرة في طوابع هذا الإصدار:

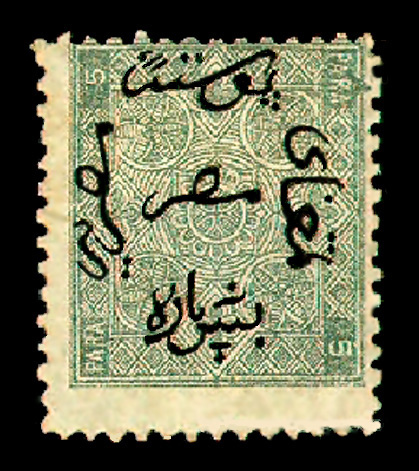
أول طابع بريدي مصري وقد أصدر عام 1866.
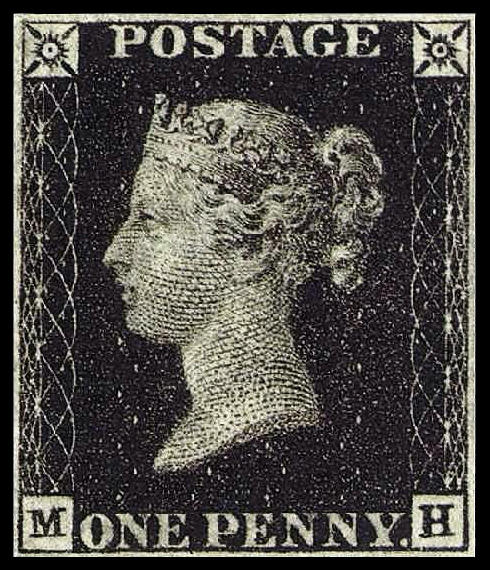
صورة بيني بلاك وهو أول طابع بريدي في العالم وقد أصدر عام 1840.
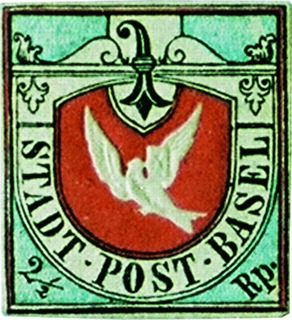
طابع حمامة بازل الصادر عام 1845
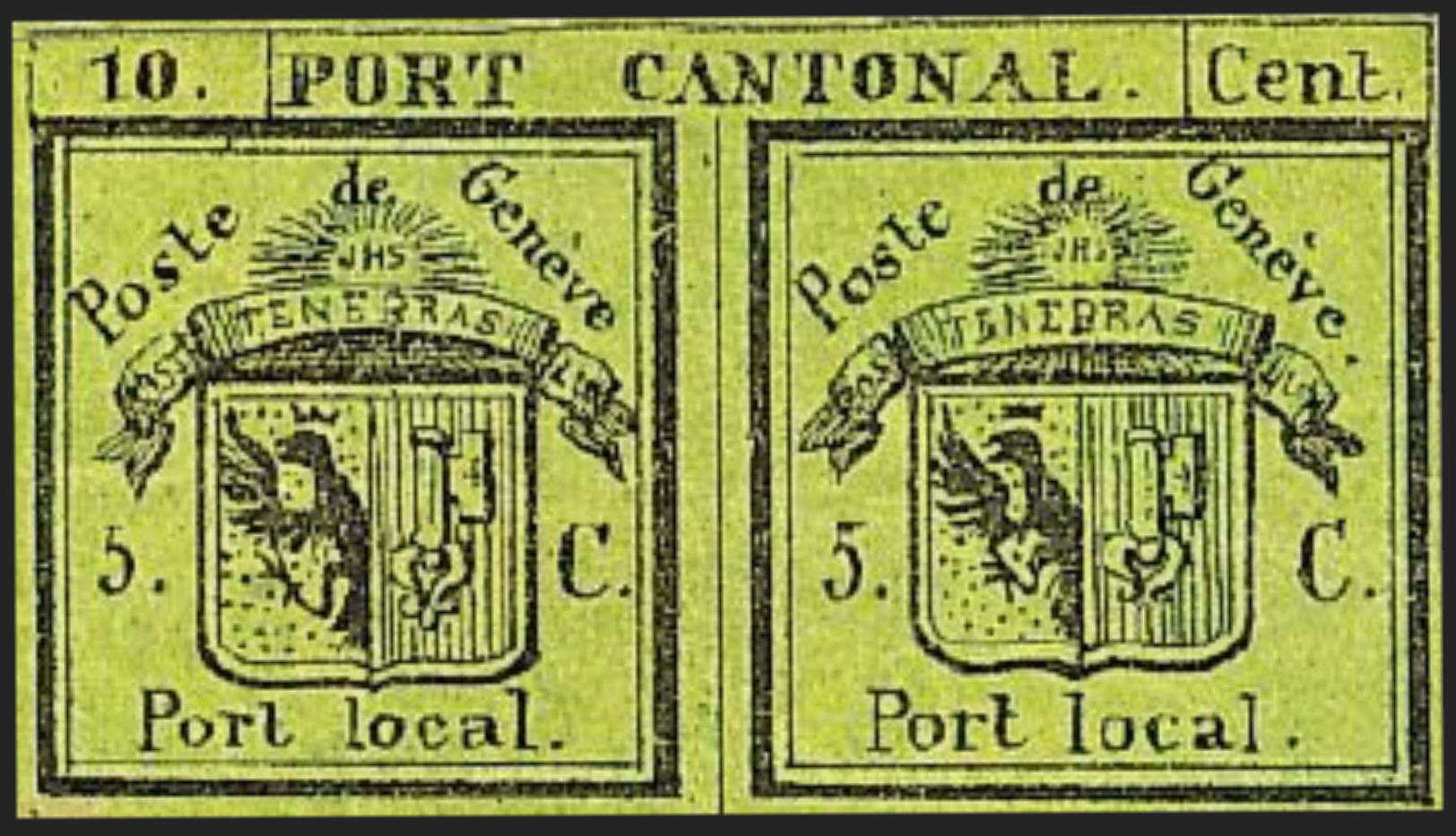
صورة طابع جنيف المزدوج الصادر عام 1843.
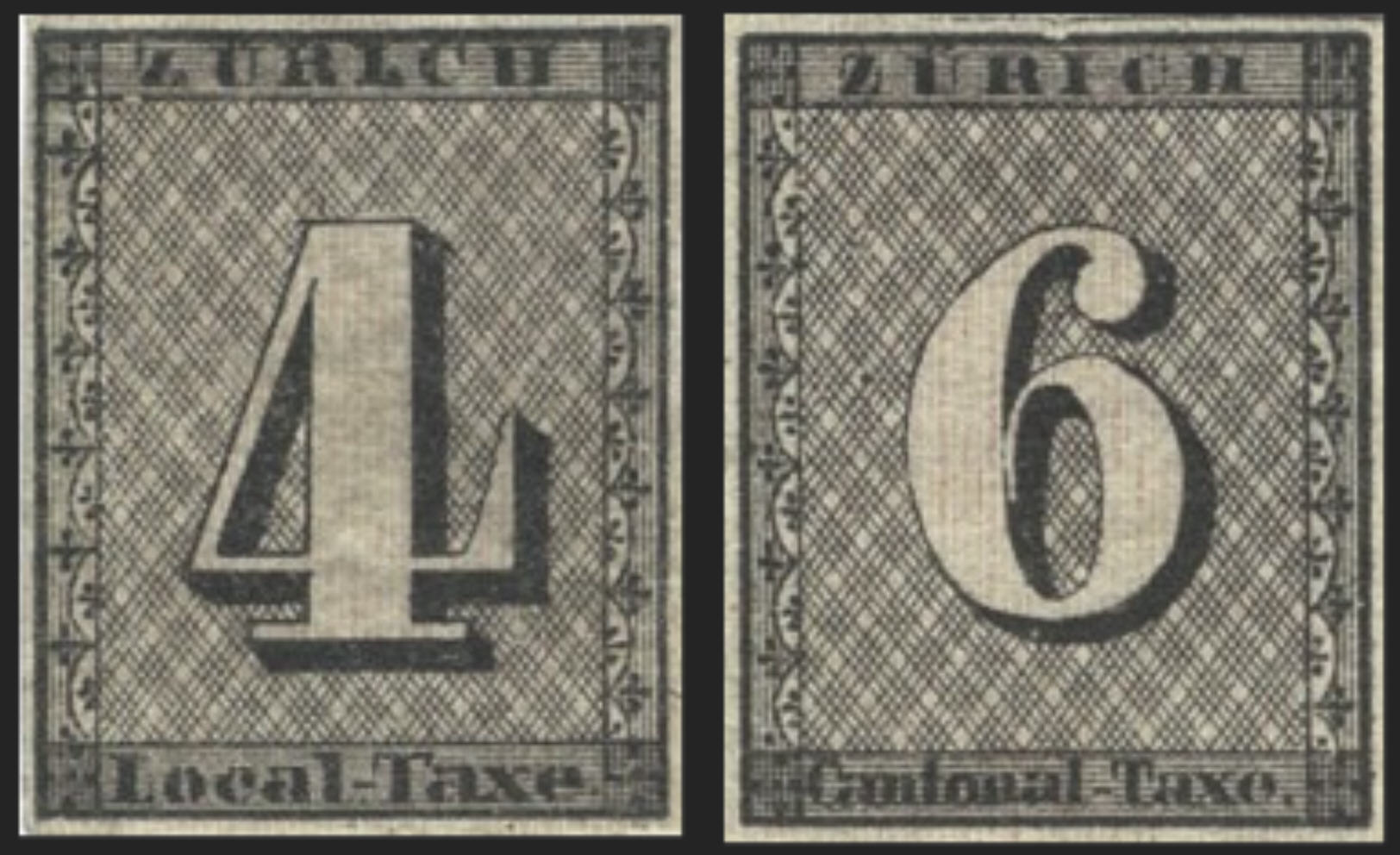
صورة طابعي زيورخ 4 و6 الصادران عام 1843.
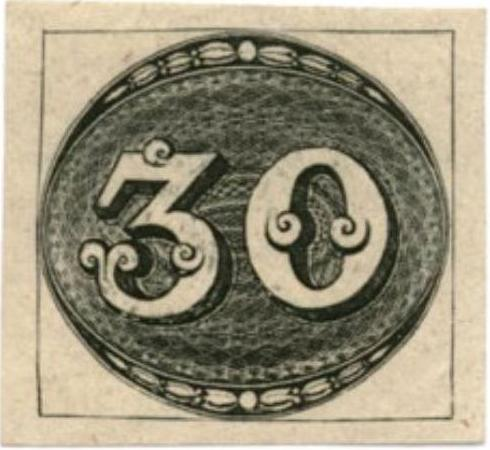
صورة طابع عين الثور وهو أول طابع بريدي أصدر في البرازيل عام 1843.
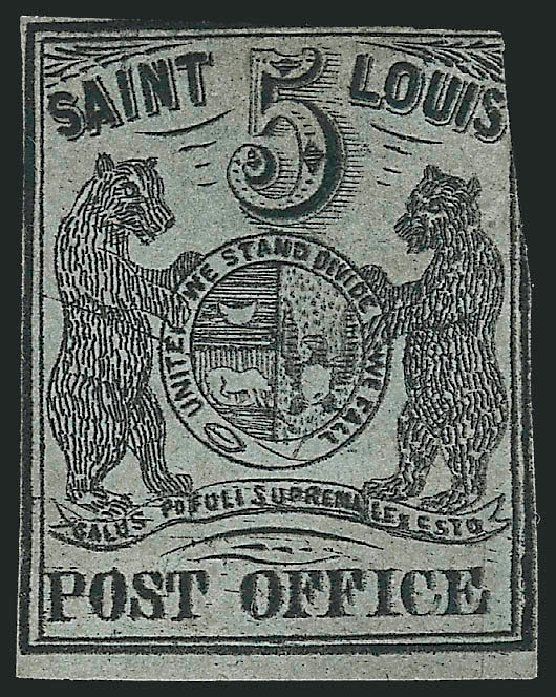
صورة طابع دبي سانت لويس الصادر عام 1845
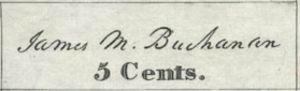
وصورة طابع (5 سنتات) بالتيمور المؤقت الصادر عام 1845
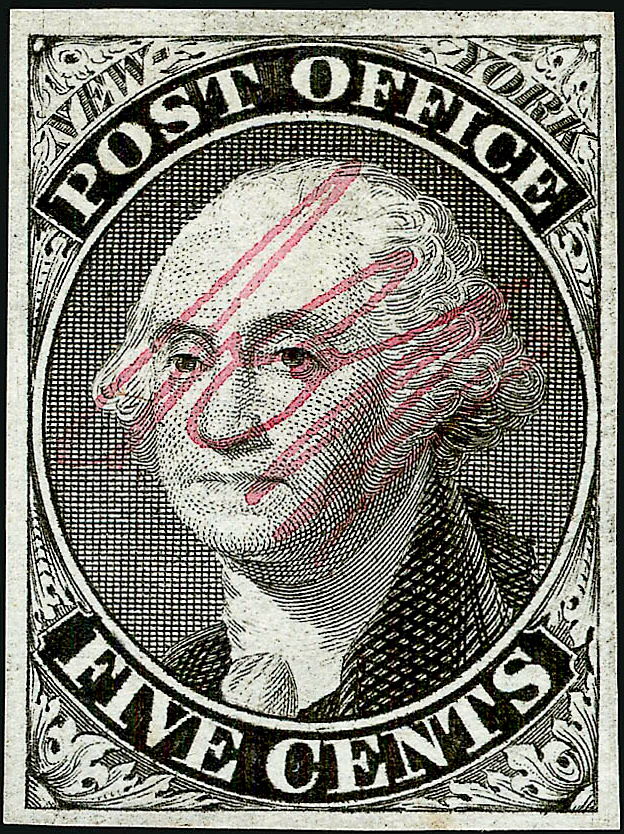
طابع مدير مكتب بريد نيويورك المؤقت الصادر عام 1845
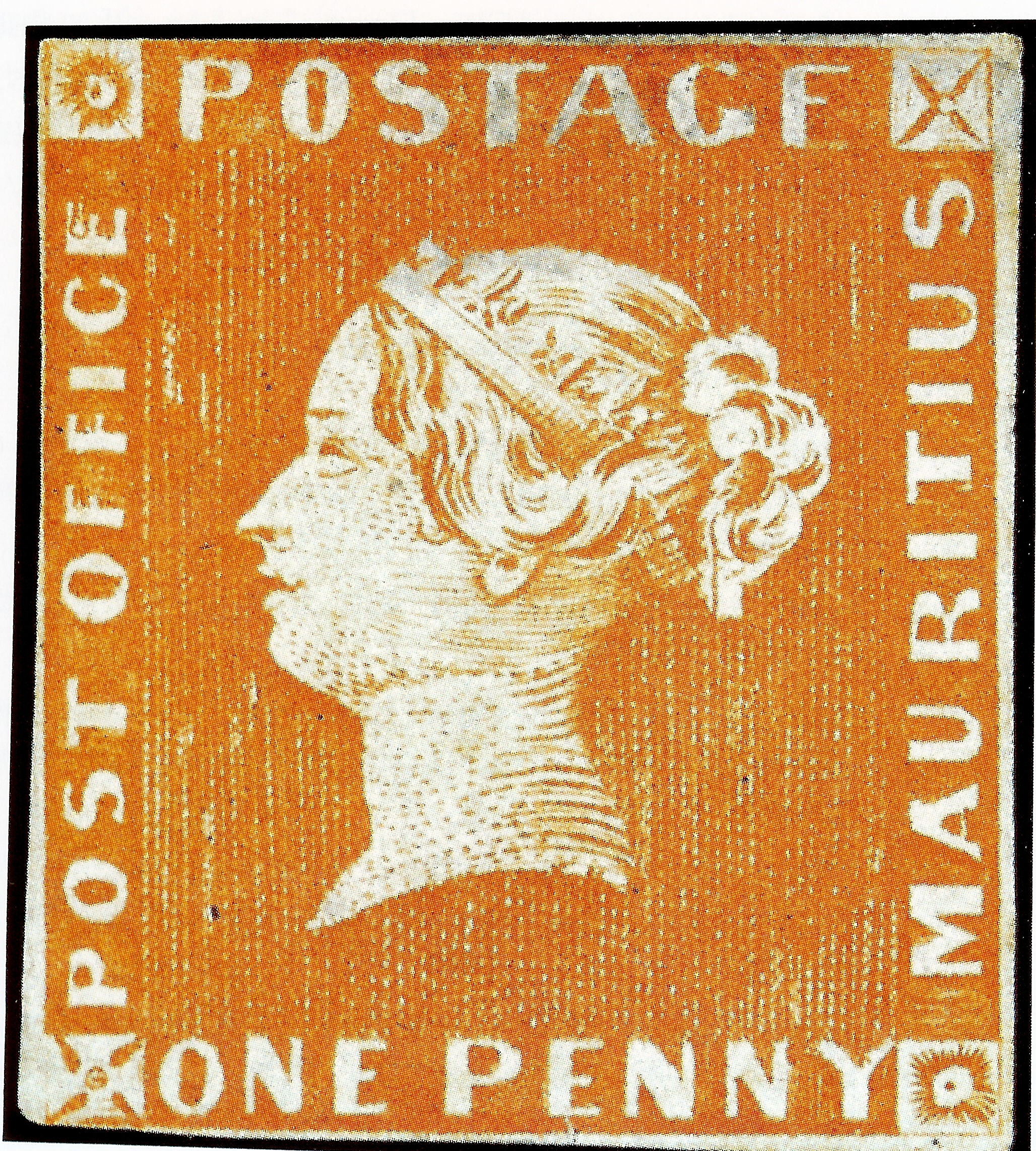
صورة طابع موريشيوس البرتقالي الصادر عام 1847.
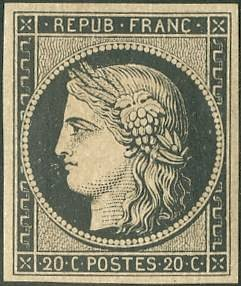
صورة أحد طوابع سيرس الصادرة في فرنسا عام 1849.
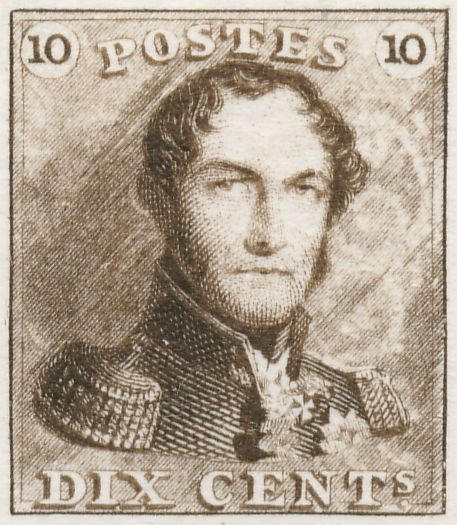
صورة طابع الكتفية وهو أول طابع صادر في بلجيكا عام 1849.
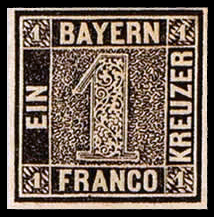
صورة طابع كروتسر واحد الأسود، وهو أول طابع أصدر في مملكة بافاريا وأول طابع أصدر في أنحاء ألمانيا المعاصرة.
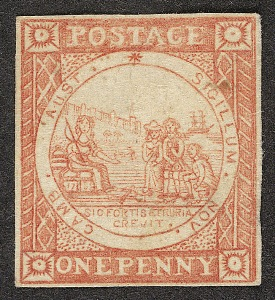
صورة أول طابع بريدي[الإنجليزية] صادر في ولاية ويلز الجنوبية الجديدة في أستراليا، وقد أصدر عام 1850.
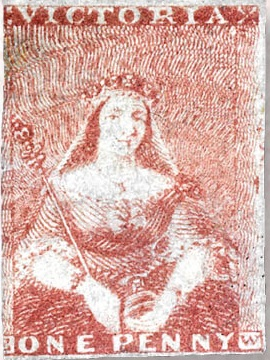
صورة نسخة طابع غير مستعمل لأول طابع بريدي[الإنجليزية] صادر في ولاية فيكتوريا بأستراليا، وقد أصدر عام 1850.
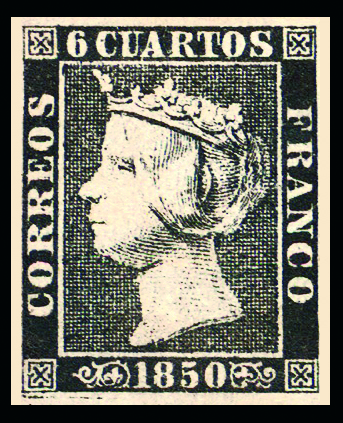
صورة طابع قيمته ستة كوارتو[الإسبانية] وهو أول طابع بريدي[الإنجليزية] في إسبانيا وقد أصدر عام 1850.

## إصدارات ونستون تشرشل
أصدرت الطوابع التالية لمناسبة الذكرى السنوية الأولى لوفاة ونستون تشرشل (1874-1965)، وقد توفرت الطوابع بإصدار مخرم وإصدار غير مخرم:
| #  | تاريخ الإصدار | الوصف                                                          | صورة الإصدار المخرم | صورة الإصدار غير المخرم | القيمة          | الأبعاد     |
| -- | ------------- | -------------------------------------------------------------- | ------------------- | ----------------------- | --------------- | ----------- |
| 12 | 10 مارس 1966  | طابع بريدي تظهر فيه صورة ونستون تشرشل مع شخصين آخرين.          |                     |                         | ثلاث بيزات      | 42 * 42 ملم |
| 13 | 10 مارس 1966  | طابع بريدي تظهر فيه صورة ونستون تشرشل مع مجموعة من الأشخاص.    |                     |                         | أربع بيزات      | 42 * 42 ملم |
| 14 | 10 مارس 1966  | طابع بريدي تظهر فيه صورة ونستون تشرشل.                         |                     |                         | خمس بيزات       | 42 * 42 ملم |
| 15 | 10 مارس 1966  | طابع بريدي تظهر فيه صورة ونستون تشرشل مع شخص آخر.              |                     |                         | عشر بيزات       | 42 * 42 ملم |
| 16 | 10 مارس 1966  | طابع بريدي تظهر فيه صورة ونستون تشرشل مع امرأته كليمنتن تشرشل. |                     |                         | خمسة عشر بيزة   | 42 * 42 ملم |
| 17 | 10 مارس 1966  | طابع بريدي تظهر فيه صورة ونستون تشرشل وهو يمارس هواية الرسم.   |                     |                         | خمسون بيزة      | 42 * 42 ملم |
| 18 | 10 مارس 1966  | طابع بريدي تظهر فيه صورة ونستون تشرشل وهو يمشي مستعملا عكازه.  |                     |                         | خمس وسبعون بيزة | 42 * 42 ملم |
| 19 | 10 مارس 1966  | طابع بريدي تظهر فيه صورة جنازة ونستون تشرشل.                   |                     |                         | روبية واحدة     | 42 * 42 ملم |
| 20 | 10 مارس 1966  | طابع بريدي تظهر فيه صورة حفل تأبين ونستون تشرشل في الكنيسة.    |                     |                         | ثلاث روبيات     | 42 * 42 ملم |
| 21 | 10 مارس 1966  | طابع بريدي تظهر فيه صورة ونستون تشرشل مشيرا بعلامة النصر.      |                     |                         | خمس روبيات      | 42 * 42 ملم |
| 22 | 10 مارس 1966  | طابع بريدي تظهر فيه صورة حفل تأبين ونستون تشرشل في الكنيسة.    |                     |                         | ثلاث روبيات     | 29 * 29 ملم |
| 23 | 10 مارس 1966  | طابع بريدي تظهر فيه صورة ونستون تشرشل مشيرا بعلامة النصر.      |                     |                         | خمس روبيات      | 29 * 29 ملم |

كما أصدرت بطاقة تذكارية تضم طابعا بقيمة ثمان روبيات (فيها طابعان أحدهما بقيمة 3 روبيات والآخر بقيمة 5 روبيات)، وقد توفرت بنسخة مخرمة وأخرى غير مخرمة ( مقاس البطاقة هو 100 * 100 ملم):

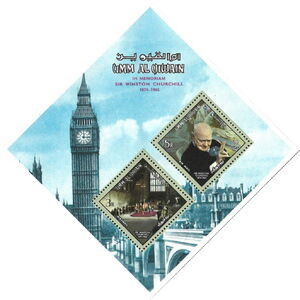
البطاقة المخرمة
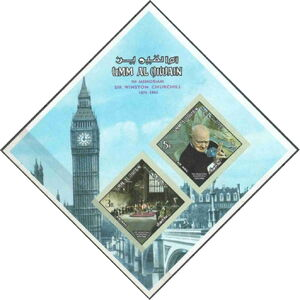
البطاقة غير المخرمة

## إصدار المؤتمر النقدي لدول الخليج العربية
وهي تكلمة وتكرار لإصدار العام الماضي:
| #  | تاريخ الإصدار | الوصف | صورة الإصدار | القيمة      | الأبعاد   |
| -- | ------------- | --- | ------------ | ----------- | --------- |
| 24 | 27 مايو 1966  | طابع دائري بنقوش فضية وبلونين أسود وبنفسجي محمر على نقش "حضرة عظمة الشيخ أحمد بن راشد المعلى أطال الله بقاءه" في الأعلى أما في الأسفل "المؤمن بالله والمحافظ على دينه" وفي الوسط "حاكم أم القيوين سنة 1385 هجرية".         |              | عشر بيزات   | غير معروف |
| 25 | 27 مايو 1966  | طابع دائري بنقوش فضية وبلونين أحمر برتقالي وبنفسجي مزرق على نقش "حضرة عظمة الشيخ أحمد بن راشد المعلى أطال الله بقاءه" في الأعلى أما في الأسفل "المؤمن بالله والمحافظ على دينه" وفي الوسط "حاكم أم القيوين سنة 1385 هجرية". |              | روبية واحدة | غير معروف |
| 26 | 27 مايو 1966  | طابع دائري بنقوش فضية وبلونين أحمر أرجواني وأزرق على نقش "حضرة عظمة الشيخ أحمد بن راشد المعلى أطال الله بقاءه" في الأعلى أما في الأسفل "المؤمن بالله والمحافظ على دينه" وفي الوسط "حاكم أم القيوين سنة 1385 هجرية".        |              | ثلاث روبيات | غير معروف |

## إصدارات الاتحاد الدولي للاتصالات
أصدرت الطوابع التالية لمناسبة الذكرى المئوية لتأسيس الاتحاد الدولي للاتصالات (1865-1965)، والطوابع خصصت لموضوع استكشاف الفضاء الخارجي، وقد توفرت الطوابع بإصدار مخرم وإصدار غير مخرم:
| #  | تاريخ الإصدار  | الوصف                                                                       | صورة الإصدار المخرم | صورة الإصدار غير المخرم | صحيفة الطوابع المخرمة | صحيفة الطوابع غير المخرمة | القيمة          | الأبعاد     |
| -- | -------------- | --------------------------------------------------------------------------- | ------------------- | ----------------------- | --------------------- | ------------------------- | --------------- | ----------- |
| 27 | 20 أكتوبر 1966 | طابع ملون تظهر فيه صورة قمر صناعي مخصص للاتصالات.                           |                     |                         |                       |                           | خمس بيزات       | غير معروف   |
| 28 | 20 أكتوبر 1966 | طابع ملون تظهر فيه صورة قمر صناعي للمراقبة التلفزيونية بالأشعة تحت الحمراء. |                     |                         |                       |                           | عشر بيزات       | غير معروف   |
| 29 | 20 أكتوبر 1966 | طابع ملون تظهر فيه صورة تيلستار.                                            |                     |                         |                       |                           | خمس وعشرون بيزة | 53 * 37 ملم |
| 30 | 20 أكتوبر 1966 | طابع ملون تظهر فيه صورة القمر الصناعي أرييل 1                               |                     |                         |                       |                           | خمسون بيزة      | غير معروف   |
| 31 | 20 أكتوبر 1966 | طابع ملون تظهر فيه صورة أحد أقمار برنامج رانجر                              |                     |                         |                       |                           | خمس وسبعون بيزة | غير معروف   |
| 32 | 20 أكتوبر 1966 | طابع ملون تظهر فيه صورة ألويت 1                                             |                     |                         |                       |                           | روبية واحدة     | غير معروف   |
| 33 | 20 أكتوبر 1966 | طابع ملون تظهر فيه صورة القمر الصناعي فانغارد 1                             |                     |                         |                       |                           | روبيتان         | غير معروف   |
| 34 | 20 أكتوبر 1966 | طابع ملون تظهر فيه صورة القمر الصناعي أكسبلورر 10                           |                     |                         |                       |                           | ثلاث روبيات     | غير معروف   |
| 35 | 20 أكتوبر 1966 | طابع ملون تظهر فيه صورة القمر الصناعي إنتلسات 1                             |                     |                         |                       |                           | خمس روبيات      | غير معروف   |

وكذلك ضم الإصدار طابعين مخصصان للبريد الجوي:
| #  | تاريخ الإصدار  | الوصف                                           | صورة الإصدار المخرم | صورة الإصدار غير المخرم | صحيفة الطوابع المخرمة | صحيفة الطوابع غير المخرمة | القيمة      | الأبعاد   |
| -- | -------------- | ----------------------------------------------- | ------------------- | ----------------------- | --------------------- | ------------------------- | ----------- | --------- |
| 36 | 20 أكتوبر 1966 | طابع ملون تظهر فيه صورة ألويت 1                 |                     |                         |                       |                           | روبية واحدة | غير معروف |
| 37 | 20 أكتوبر 1966 | طابع ملون تظهر فيه صورة القمر الصناعي فانغارد 1 |                     |                         |                       |                           | روبيتان     | غير معروف |

كما أصدرت بطاقة تذكارية تضم طابعين أحدهما بقيمة روبية واحدة والآخر بقيمة روبيتان، وكان مقاس البطاقة 120 * 80 ملم، وقد توفر بنسخة مخرمة وأخرى غير مخرمة.

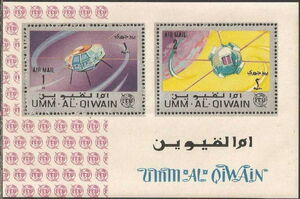
البطاقة المخرمة
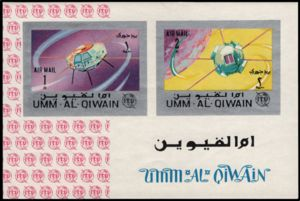
البطاقة غير المخرمة